# تینینیو (بازیکن فوتبال)
تینینیو (به پرتغالی: Ronildo Pereira de Freitas) هافبک، مدافع اهل برزیل است که در شهر Montes Claros و در تاریخ ۲۳ اکتبر ۱۹۷۷ به دنیا آمده‌است.
تینینیو در تیم‌های فوتبال Portuguesa سابقهٔ حضور دارد.